# Tat Tvam Asi
Tat Tvam Asi (Sanskrit: तत् त्वम् असि, oder तत्त्वमसि, „Das bist du“, oder „Du bist das“) ist eine der Mahavakyas (Große Verkündigungen) im Vedantischen Hinduismus. Sie taucht ursprünglich in der Chandogya Upanishad 6.8.7 im Dialog zwischen Uddalaka und seinem Sohn Shvetaketu auf; sie erscheint am Ende des Kapitels und wird am Ende der folgenden Kapitel als Refrain wiederholt. Eine Interpretation des Ausspruches ist, dass das Selbst – in seinem reinen und ursprünglichen Zustand – ganz oder teilweise identisch ist mit der absoluten Realität (Brahman), dem Boden aller Phänomene. Die Erkenntnis (Jnana), dass dies so ist, bewirkt die Erfahrung von Moksha (Befreiung).
Einer anderen Interpretation zufolge wird durch die Formulierung zum Ausdruck gebracht, dass die Außenwelt identisch ist mit dem Ich.
Die drei vedantischen Hauptschulungsrichtungen vertreten verschiedene Interpretationen: 
- Die Advaita-Interpretation ist, dass Tat, übersetzt als „Das“, welches sich auf die absolute Realität bezieht (Brahman), und tvam (dies ist das Selbst, Atman) prinzipiell dasselbe sind.
- Die Vishishtadvaita-Interpretation ist, dass das individuelle Selbst ein Teil des Ganzen (Tat) ist.
- Die Dvaita-Interpretation ist, dass es eigentlich atat tvam asi heißen müsste, was „Du bist nicht das“ bedeutet. Das erste a sei wegen der Regeln der Sandhi ausgefallen, weil der Satz davor mit einem langen a endet: sa ātmā, ’tat tvam asi („das ist das Selbst, nicht das bist du“). Wenn im Sanskrit ein kurzes a auf ein langes folgt, fällt das kurze a aus, und die Anhänger des Dvaita behaupten, dies sei hier der Fall.

In der Philosophie Arthur Schopenhauers nimmt dieser Satz eine besondere Stellung ein.